# Les Étangs
Les Étangs là một xã trong vùng Grand Est, thuộc tỉnh Moselle, quận Metz-Campagne, tổng Vigy. Tọa độ địa lý của xã là 49° 08' vĩ độ bắc, 06° 22' kinh độ đông. Les Étangs nằm trên độ cao trung bình là 218 mét trên mực nước biển, có điểm thấp nhất là 207 mét và điểm cao nhất là 304 mét. Xã có diện tích 6,05 km², dân số vào thời điểm 1999 là 301 người; mật độ dân số là 49 người/km².

## Thông tin nhân khẩu
| 1962 | 1968 | 1975 | 1982 | 1990 | 1999 |
| ---- | ---- | ---- | ---- | ---- | ---- |
| 243  | 274  | 270  | 296  | 277  | 301  |